# 居金島
居金島（韓文：거금도）是南韓全羅南道南岸的一座島嶼，行政上屬於高興郡錦山面管轄，面積共65平方公里。

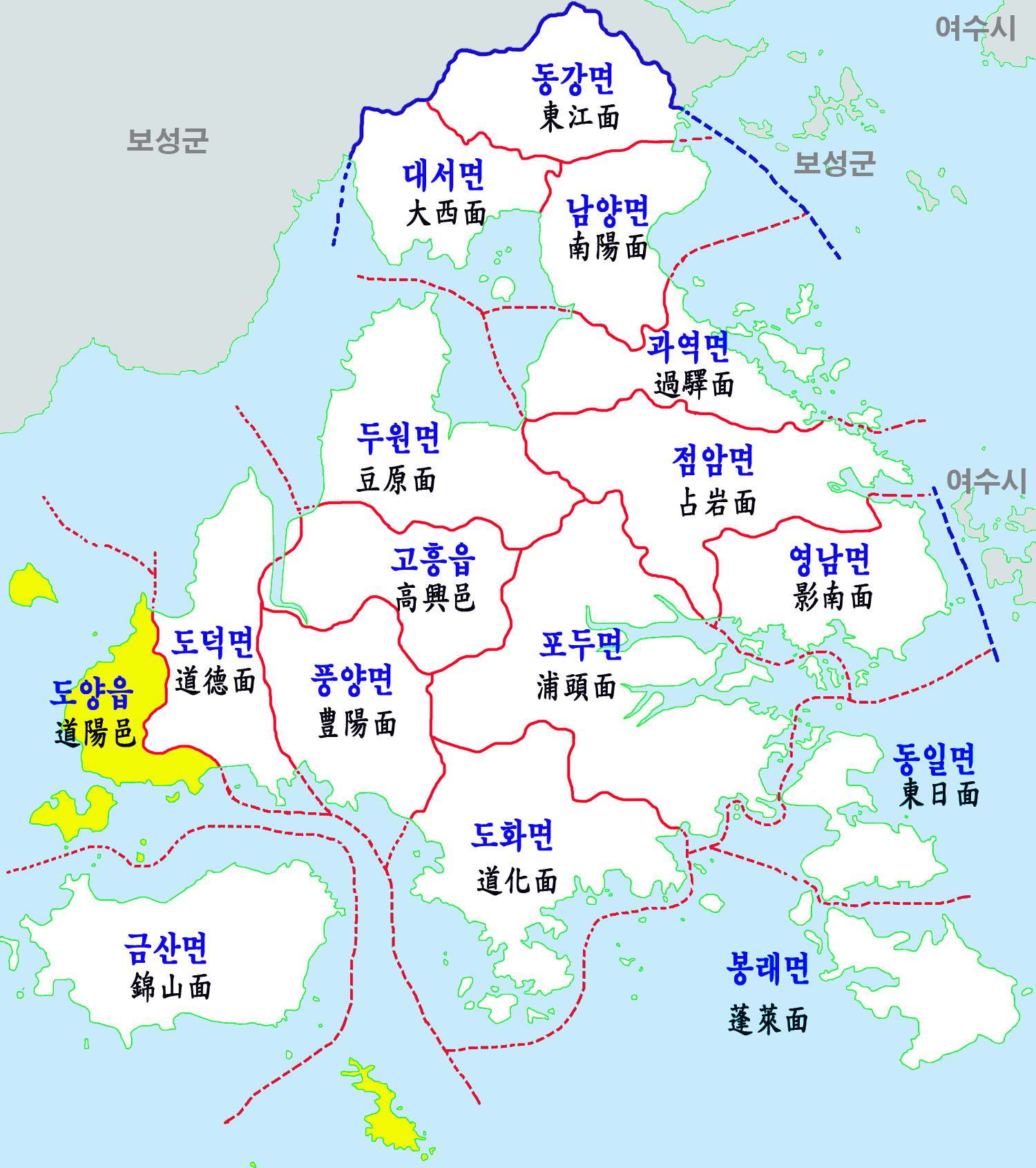
高興郡地圖，左下錦山面即為居金島

2011年開通的居金大橋使居金島經由小鹿島與高興半島相連。